# Ocean Boys FC
El Ocean Boys Football Club fou un club de futbol nigerià de la ciutat de Brass.
El club va ser fundat el 2002 perr Sylva Nathaniel Ngo, cap del govern local de Brass.
L'any 2012 van ser desqualificats i expulsats de la lliga. A continuació ingressà a la segona divisió amb el nom Divine Warriors F.C., plaça que acabà venent.

## Palmarès
- Lliga nigeriana de futbol:[4]
  - 2006
- Copa nigeriana de futbol:[5]
  - 2008
- Supercopa nigeriana de futbol:
  - 2006